# الكسندر كاميرون هنت
الكسندر كاميرون هنت (بالإنجليزية: Alexander Cameron Hunt)‏ هو سياسي أمريكي، ولد في 12 يناير 1825 في نيويورك في الولايات المتحدة، وتوفي في 14 مايو 1894 في دنفر في الولايات المتحدة. حزبياً، نشط في الحزب الجمهوري. وقد انتخب Governor of the Territory of Colorado ‏ (24 أبريل 1867 – 14 يونيو 1869).